# Tanganyika International
Die Tanganyika International oder auch Tanganyika Open waren die offenen internationalen Meisterschaften von Tanganjika im Badminton. Sie wurden 1963 und 1964 jeweils in Daressalam ausgetragen.

## Die Sieger
| Saison | Herreneinzel  | Dameneinzel    | Herrendoppel               | Damendoppel         | Mixed                       |
| ------ | ------------- | -------------- | -------------------------- | ------------------- | --------------------------- |
| 1963   | Fateh Kassam  | Alice de Souza | Apaji Patel Victor Cota    | Alice de Souza Lima | Apaji Patel Alice de Souza  |
| 1964   | Shamsu Ghulam | F. Bhanji      | Fateh Kassam Shamsu Ghulam | F. Bhanji Dias      | Fateh Kassam Alice de Souza |